# Nikola Ivellio
Nikola pl. Ivellio (tal. Nicolò Ivellio) (Split, 10. veljače 1767. – Split, 1831.), hrvatski pjesnik, odvjetnik i načelnik grada Splita (1810.). 
Rođen je u splitsko-bračkoj plemićkoj obitelji Ivellio. Studirao je i doktorirao pravo u Italiji, a po povratku u rodni grad bavio se odvjetništvom. Bio je član splitskoga Velikoga vijeća, načelnik Splita 1810. godine te općinski vijećnik 1814. i 1830. godine.
Bavio se književnošću pišući na talijanskom jeziku. U razdoblju 1789. – 1830. objavljivao je knjižice i brošure u čast uglednika, elegije i solilokvije, epitalamije, religiozne pjesame i ode. Napisao je i stihovanu raspravu o dalmatinskoj književnosti, politici i gospodarstvu Pensieri sulla Dalmazia (Venecija, 1803.) te spjevove Le sciagure della Dalmazia nell’ a. 1797. L’Anarchia (Venecija, 1798.), u kojem neoklasicističkim stilom opisuje Dalmaciju nakon pada Mletačke Republike 1797. godine, i Il Monte Nero (Venecija, 1806.), opis Crne Gore u duhu romantizma.

## Književna djela
- Le sciagure della Dalmazia nell’ a. 1797. L’Anarchia, Venecija, 1798.
- Pensieri sulla Dalmazia, Venecija, 1803.
- Il Monte Nero, Venecija, 1806.
- Il bardo di Biocovo per giorno natalizio di s. m. Imperat. Francesco I., Zadar, 1828.
- Trionfi della Religione di Cristo, Venecija, 1828.
- Ricordi di sciagure sulla tomba di mia madre, Venecija, 1829.
- Sul porto franco di Venezia, Venecija, 1830.